# Krzyżówka (Strzeżów Drugi)
Krzyżówka – część wsi Strzeżów Drugi w Polsce położona w województwie małopolskim, w powiecie miechowskim, w gminie Miechów.
W latach 1975–1998 Krzyżówka należała administracyjnie do województwa kieleckiego, sąsiadując z województwem krakowskim.